# Le Gué-de-Longroi
Le Gué-de-Longroi è un comune francese di 797 abitanti situato nel dipartimento dell'Eure-et-Loir nella regione del Centro-Valle della Loira.

## Società

### Evoluzione demografica
Abitanti censiti